# Lithoxus boujardi
Lithoxus boujardi är en fiskart som beskrevs av Cornelius Herman Muller och Isbrücker, 1993. Lithoxus boujardi ingår i släktet Lithoxus och familjen Loricariidae. Inga underarter finns listade i Catalogue of Life.